# Svobodno tržaško ozemlje
Svobodno tržaško ozemlje (kratica STO; italijansko Territorio Libero di Trieste, TLT; hrvaško Slobodni teritorij Trsta; angleško Free Territory of Trieste) je bilo območje pod kontrolo Združenih narodov, ki je med letoma 1947 in 1954 obstajalo ob severovzhodni obali Jadranskega morja. Poleg Trsta, ki je bil sedež države, je obsegal obalni pas med kraško planoto in morjem, prek katerega je mejil z Italijo, obsegal je Slovensko primorje ter severozahodni del Istre (severno od reke Mirne). Svobodno tržaško ozemlje je bilo ustanovljeno leta 1947 z mirovno pogodbo, podpisano po koncu druge svetovne vojne med Italijo in zavezniškimi silami.

### Zgodovinski okvir
Leta 1921 je Italija uradno priključila Avstrijsko primorje, ki je bil del Avstro-Ogrske, zaseden po koncu prve svetovne vojne, vključno s Trstom, Istro, Kvarnerskimi otoki in zahodno Slovenijo. Ozemlje je bilo pretežno poseljeno s Slovenci ter v Istri s Hrvati, Italijani pa so živeli pretežno v Trstu in istrskih obalnih mestih. Slovansko prebivalstvo je bilo v 1920. in 1930. letih izpostavljeno nasilni italijanizaciji fašističnih oblasti, odziv na katero je bila tudi organizacija TIGR.
V drugi svetovni vojni se je Italija bojevala na strani sil osi. Po zlomu fašističnega režima leta 1943 je ozemlje zahtevala Jugoslavija, zasedle pa so ga nemške okupacijske sile, ki so ga držale do konca vojne. 1. maja 1945 je v Trst vkorakala 4. armada jugoslovanske vojske s slovenskim 9. korpusom NOV in POJ, 2. maja pa so z zahoda Trst dosegle tudi zavezniške sile.
10. februarja 1947 je bil v Parizu podpisan mirovni sporazum z Italijo (Pariška mirovna pogodba), s katerim je bilo ustanovljeno Svobodno tržaško ozemlje (STO). Z Morganovo linijo je bilo razdeljeno na dve območji. Uradna jezika sta bila slovenščina in italijanščina, v coni B tudi hrvaščina.

Cona A, ki je vključevala Trst (današnje ozemlje Julijske medobčinske zveze, prej Tržaške pokrajine) je bila pod vojaško upravo britanskih zavezniških sil, cona B, ki je obsegala Slovensko primorje in severni del Istre (Cone B je bila upravno razdeljena na dva okraja, ki sta bila ločena po spodnjem toku reke od Dragonje: severno Okraj Koper in na jugu Okraj Buje, ki je bil po ukinitvi STO tudi formalno priključen republiki Hrvaški), pa jugoslovanske vojske. STO tako ni nikoli zares delovalo kot enotna država, kljub temu pa je izdajalo svoj denar in poštne znamke. Kljub temu, da je bil fašizem premagan, so v coni A še vedno imeli pomembno besedo nacionalistični krogi italijanske buržoazije, ki so še vedno skušali omejiti socialni razvoj slovenskega prebivalstva, da bi tako uspešnejše vplivali na politična odločanja zavezniške vojaške uprave; odnos, ki so ga imeli do Slovencev je najbolje opisan v poročilu, ki ga je leta 1948 napisal britanski politični svetovalec: 
»Omejeni tržaški politični voditelji so se s svojim šovinističnim pogledom na stvari vedli, kot da bi bila cona A že priključena Italiji,...«
Njihove zahteve so bile umerjene proti vsakemu ukrepu ZVU, ki bi bil kakorkoli ugoden za Slovence. To stališče izhaja tudi iz nekega angleškega dokumenta:
»Italijani so bili dolgo vajeni gledati na Slovence skoraj kot na podljudi. Njihov odnos je mogoče primerjati s tistim, ki ga imajo južnjaki v Ameriki do črncev«
S Spomenico o soglasju iz leta 1954 (t. i. londonski sporazum) je STO tudi dejansko prenehalo obstajati. Večji del cone A (z izjemo Plavij) je bil dodeljen Italiji, cona B pa Jugoslaviji (oz. znotraj nje Sloveniji in Hrvaški). V dokumentu so bile jamčene določene minimalne pravice uporabe manjšinskega jezika v odnosih z javnimi ustanovami.
Dokončno je bila meja med Italijo in Jugoslavijo potrjena z osimskim sporazumom, ki sta ga podpisali Socialistična federativna republika Jugoslavija in Republika Italija 10. novembra 1975 v italijanskem mestu Osimo in ga ratificirali leta 1977.
Po drugi svetovni vojni in v letih, ki so sledila razdelitvi STO, se je večje število (okoli 200.000) Italijanov odločilo zapustiti Istro in Reko ter se preseliti v Italijo. Razlogi so bili različni: gospodarski, politični, psihološki (strah pred preganjanjem in želja bivanja v matični državi). Na jugoslovanski strani so izseljenci znani kot optanti na italijanski kot ezuli (iz lat. exilium, »izgon«). Približno 30.000 Italijanov se je odločilo ostati in danes predstavljajo italijansko manjšino v Sloveniji in Hrvaški.

## Guvernerji STO
Cona A
- 1. maj – 4. julij 1945: generalmajor Bernard Cyril Freyberg (Nova Zelandija) *
- 4. julij 1945 – 4. julij 1947: polkovnik Alfred Connor Bowman (ZDA) *
- 4. julij – 16. september 1947: podpolkovnik James J. Carnes (ZDA) *
- 16. september 1947 – 31. maj 1951: generalmajor Terence Sydney Airey (Združeno kraljestvo)
- 31. maj 1951 – 26. oktober 1954: generalmajor Thomas Winterton (Združeno kraljestvo)

Cona B
- (1. maj 1945 – 15. september 1947: Dušan Kveder)
- 15. september 1947 – 15. marec 1951: Mirko Lenac
- 15. marec 1951 – 26. oktober 1954: Miloš Stamatović

* Guvernerji celotne Julijske krajine pred ustanovitvijo STO